# Camerata Carioca
Camerata Carioca é um grupo instrumental criado em 1979[1] que nasceu a partir do conjunto Joel Nascimento e Quinteto, por ocasião da série de espetáculos intitulados "Tributo a Jacob do Bandolim", realizados em homenagem aos dez anos do falecimento desse bandolinista.
A formação inicial desse grupo era composta por Joel Nascimento no bandolim, Raphael Rabello no violão de 7 cordas, Luciana Rabello no cavaquinho, Maurício Carrilho e Luís Otávio Braga nos violões e Celsinho Silva no pandeiro e contava com arranjos de Radamés Gnatalli, que participou ao piano do Tributo.
A partir de 1980, a formação se alterou, passando a ter como membros Joel Nascimento (bandolim), Henrique Cazes (cavaquinho), João Pedro Borges e Maurício Carrilho (violões), Luiz Otávio Braga (violão de 7 cordas) e Beto Cazes (percussão). Em fins de 1980, João Pedro Borges foi substituído por Joaquim Santos e no final de 1982, a Camerata Carioca incorporou a flauta e o sax alto de Dazinho (Edgard  Gonçalves) e com essa formação atuou até a sua dissolução em maio de 1986.

## Sobre os integrantes
- Radamés Gnatalli [1]
- Joel Nascimento - (Rio de Janeiro, 13 de setembro de 1937) é músico, compositor e bandolinista.[1]
- Raphael Rabello[1]
- Maurício Carrilho[1]
- Luciana Rabello[1]
- Luís Otávio Braga
- Henrique Cazes
- João Pedro Borges
- Beto Cazes
- Joaquim Santos
- Dazinho (Edgard Gonçalves)